# Isoetiden
De isoetiden of isoëtiden zijn zowel een groeivormen- als levensvormengroep waarmee kleine, overblijvende, wortelende, amfibische of aquatische planten wordt bedoeld die een rozet van stevige priemvormige bladeren hebben.

## Etymologie

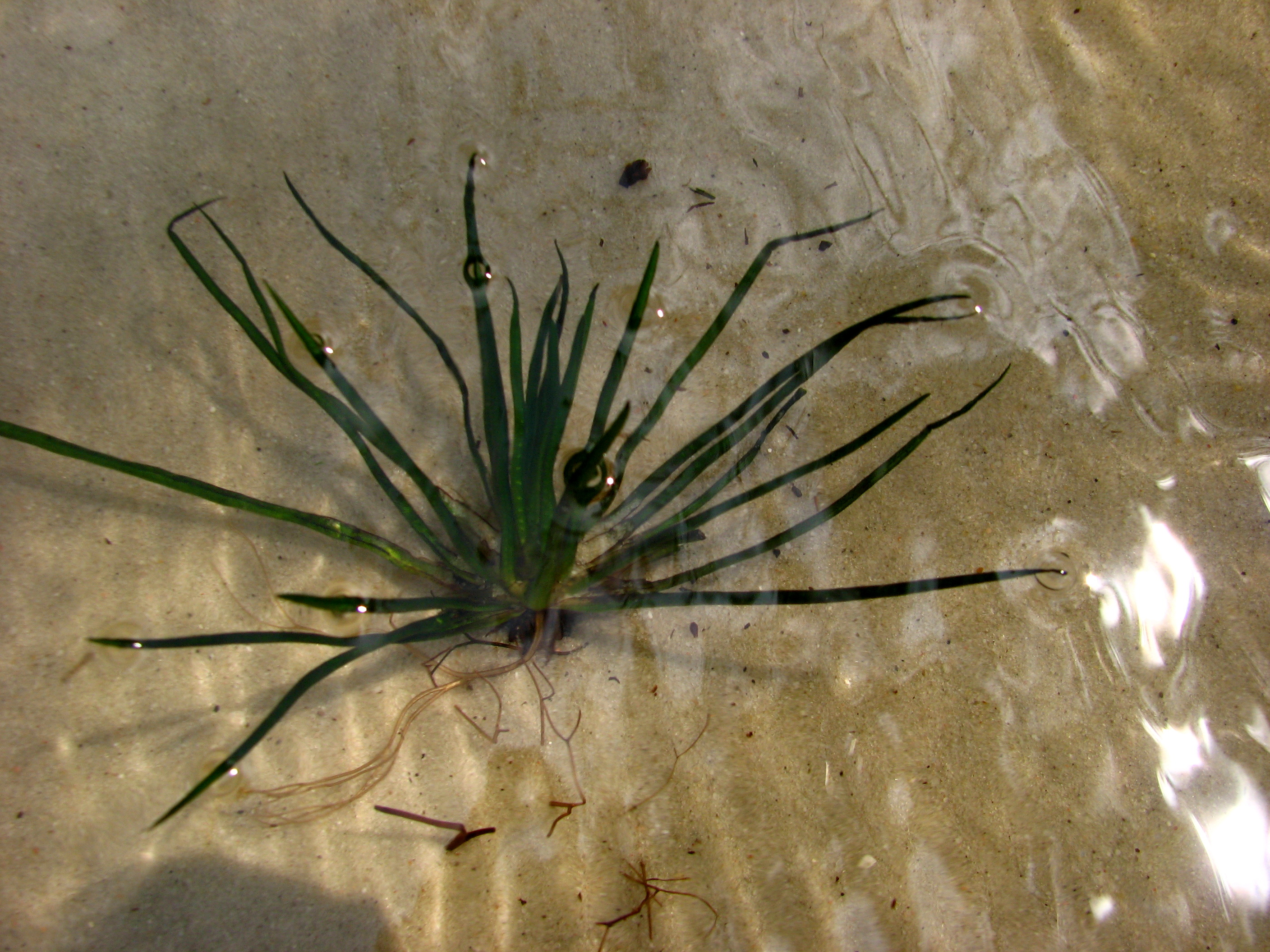
Grote biesvaren (Isoetes lacustris).

De naam van deze soortgroep is afgeleid van de botanische naam van het geslacht biesvaren: Isoetes.

## Ecologie
Isoetiden groeien op de waterbodem in meso-oligotroof, helder, zacht zoetwater met een geringe hoeveelheid opgelost kooldioxide. Alle isoetiden zijn aangepast aan een een standplaats met weinig koolstof. Ze groeien langzaam en maken gebruik van de CAM-stofwisseling.
Een uitgesproken voorbeeld van een vegetatieklasse waarin isoetiden vaak de hoofdrol spelen is de oeverkruid-klasse (Littorelletea).